# Need for Speed: Underground
Need for Speed: Underground (NFSU) é um jogo eletrônico de corrida de 2003 e a sétima edição da série Need for Speed. Foi desenvolvido pela EA Black Box e publicado pela Electronic Arts para PlayStation 2, GameCube, Xbox e Microsoft Windows. Uma versão exclusiva foi lançada para Game Boy Advance junto com uma versão desenvolvida pela Global VR para Arcades, este último publicado pela Konami.
Underground reiniciou a franquia, ignorando os jogos Need for Speed anteriores, que apresentavam carros esportivos, trocando os carros luxuosos tradicionais da série por carros ligados à importação e tunagem. O jogo trouxe para série novos elementos influenciados pelo filme Velozes e Furiosos de 2001, como tuning, ampla customização e um submundo de corridas noturnas ilegais em circuitos urbanos. Foi o primeiro jogo da série a oferecer um modo carreira com um enredo abrangente e um modo garagem que permitia aos jogadores personalizar totalmente seus carros com uma grande variedade de melhorias de desempenho e visuais de marcas famosas. Todas as corridas acontecem na fictícia Olympic City.
Underground foi um sucesso de crítica e público, vendendo cerca de 15 milhões de unidades e recebendo críticas positivas. Foi seguido por Need for Speed: Underground 2 em 2004.

## Jogabilidade

### Circuit
Circuit é uma corrida padrão que compete com até quatro adversários em torno de uma pista de duas ou mais voltas, e é o principal modo de jogo. Enfrentando rivais, esse número é diminuído para 1.

### Knockout Race
Uma variante do Circuit, no Knockout Mode o último colocado em cada volta é eliminado, até a última volta. No caso do Underground, Knockout Races têm um máximo de três voltas e quatro pilotos.

### Sprint
Sprint é uma variação do Circuit, quando os concorrentes na corrida a um ponto-a-ponto, em vez de correr repetidamente o mesmo percurso. Estas corridas são normalmente mais curtas que os circuitos (com um máximo de 8 km de comprimento) e por isso os jogadores são obrigados a ser mais cautelosos de quaisquer erros durante a corrida.

### Drag
Corrida de arrancada, a marcha do carro neste modo é manual, obrigatoriamente, o jogador deve trocá-las no tempo correto para não perder velocidade e/ou superaquecer o motor do automóvel.

### Drift
Corrida no qual é necessário derrapar o carro para obter pontos. Quanto maior o ângulo de deslize e mais prolongado é o derrape, maior é a sua pontuação, na maioria dos casos não é preciso frear o automóvel, somente ao girar o volante ele por si próprio já faz a manobra pontuando.

### Challenge Series
É uma série de corridas semelhante a um torneio, no qual é somado os pontos dos jogadores à cada corrida. Geralmente são quatro corridas e podem ser dos modos Circuit, Knockout, Sprint, Drag ou Drift. Preferencialmente, o jogador tem que chegar em primeira posição em todas para concluir esse tipo de corrida, mas não é regra. No geral, quando mais corridas o jogador vencer, maior será sua pontuação final e definirá sua posição final no ranking.

## Carros disponíveis
Em número de 20, são estes:
- Dodge Neon (Ou Chrysler Neon)
- Nissan Skyline GT-R V-Spec (R34)
- Acura RSX Type S
- Acura Integra Type R (Ou Honda Integra Type R)
- Mazda RX-7
- Mazda MX-5 Miata Roadster
- Nissan 240SX SE (S13)
- Nissan 350Z (Ou Fairlady Z)
- Volkswagen Golf GTi
- Honda Civic SI Coupé
- Honda S2000
- Toyota Celica GT-S
- Hyundai Tiburon GT
- Peugeot 206 GTi
- Nissan Sentra SE-R Spec-V
- Mitsubishi Lancer ES
- Mitsubishi Eclipse GSX
- Subaru Impreza RS
- Toyota Supra
- Ford Focus ZX3

## Trilha sonora
- Lil Jon & the Eastside Boyz - Get Low (5:34)
- Overseer - Doomsday (3:13)
- The Crystal Method - Born Too Slow (2:45)
- Rancid - Out of Control (1:39)
- Rob Zombie - Two-Lane Blacktop (2:54)
- BT - Kimosabe (4:55)
- Static-X - The Only (2:51)
- Element Eighty - Broken Promises (3:16)
- Asian Dub Foundation - Fortress Europe (3:51)
- Hotwire - Invisible (2:52)
- Story of the Year - And the Hero Will Drown (3:12)
- Andy Hunter - The Wonders of You (7:09)
- Junkie XL - Action Radius (3:54)
- Fuel - Quarter (3:39)
- Jerk - Sucked In (2:52)
- Fluke - Snapshot (3:59)
- Lostprophets - Ride (3:40)
- Overseer - Supermoves (4:46)
- FC Kahuna - Glitterball (5:43)
- Blindside - Swallow (2:24)
- Mystikal - Smashing the Gas (Get Faster) (3:09)
- Dilated Peoples - Who's Who (3:55)
- Nate Dogg - Keep It Coming (4:18)
- X-ecutioners - Body Rock (3:36)
- Petey Pablo - Need For Speed (3:32)
- T.I. - 24's (4:06)

## Recepção
O jogo teve boas vendas, vendendo mais de 15 milhões de cópias em todo o mundo .
Os críticos também gostaram do jogo, apesar de queixas repetitivas como: faixas primárias, o uso excessivo de tráfego não aleatório e a falta de um recurso on-line nas versões Xbox e GameCube.
No site Metacritic teve uma avaliação de 85% na plataforma de Playstation 2, 82% para PC, 83% na GameCub.